# Joan Antoni Oltra Soler
Joan Antoni Oltra Soler (Elx, 1954) és un ex-polític valencià, diputat a les Corts Valencianes a la 4a i 5a legislatures (1999-2007) per Alacant a les llistes d'Esquerra Unida del País Valencià (EUPV), partit on va militar.
Graduat social, Oltra ha treballat en el comerç tradicional i d'administratiu. Ha militat en el Partit Comunista del País Valencià des de 1977 a 1991. Ha militat en EUPV des de la seua fundació, en 1986. Ha ocupat càrrecs orgànics a diferents nivells territorials. Ha sigut regidor a l'Ajuntament d'Elx i portaveu des de 1983 a 1999. En la legislatura 1995-1999 va estar de Primer Tinent d'Alcalde d'Elx i regidor de Medi Ambient. A les eleccions autonòmiques de 1999 i 2003 va ser cap de llista per Alacant de la llista d'EUPV i l'Entesa de 2003.